# Pałac w Jastrzębiu
Pałac w Jastrzębiu – wybudowany w XVIII w., w miejscowości Jastrzębie.

## Historia
Pałac wzniesiony przez rodzinę Schramek, po wojnie sanatorium, od 1994 r. w rękach prywatnych, obecnie pięknie odrestaurowany. Obok  oficyna. Obiekt jest częścią zespołu pałacowego, w skład którego wchodzi jeszcze  zabytkowy park.